# Аннабель Лі
«Аннабель Лі» (англ. Annabel Lee) — вірш Едгара Аллана По, написаний і опублікований в 1849 році. Останній з написаних Едгаром Алланом По віршів. Опубліковано його було через два дні після смерті поета — 9 жовтня 1849 року.
Як і в багатьох інших поетичних творах автора, По використовує тему смерті прекрасної жінки.
Ліричний герой, який закохується в Аннабель Лі, коли вони обоє були ще молоді, він любив її так сильно, що навіть ангели починають заздрити. Він зберігає свою любов навіть після смерті своєї коханої.
Є багато суперечок про те, хто, якщо коли-небудь така людина існувала, є джерелом натхнення для створення образу Аннабель Лі. Хоча багато жінок були запропоновані, як можливий образ, дружина Едгара – Вірджинія Еліза Клем — це один з найбільш логічних варіантів.

## Сюжет
Оповідач описує свою любов до Аннабель Лі, яка почалася багато років тому в «королівстві біля моря». Хоча вони були молоді, їх любов один до одного розгорілася з такою силою, що їм позаздрили ангели. Саме цим пояснює оповідач смерть коханої. Але його любов продовжується і після смерті дівчини, оповідач вважає, що їх дві душі все ще переплетені. Щоночі, він мріє про Аннабель Лі та уявляє, як він лежить поруч з нею в її ж могилі на березі моря.

## Аналіз
Як і багато інших віршів По, в тому числі «Ворон», «Улялюм» і «До тієї, що в раю», «Аннабель Лі» продовжує улюблену тему автора: смерть прекрасної жінки, яку сам По називав «найбільш поетичною темою в світі».
Як і жінки в багатьох інших роботах Едгара, вона важко хвора і одружується молодою. Вірш оповідає про незвичайно міцне та ідеальне кохання.
Оповідач зізнається, що він і Аннабель Лі були ще дітьми, коли полюбили один одного, але його пояснення, що ангели вбили її через заздрощі, на думку дослідників творчості По, вказує на те, що сам оповідач все ще перебуває в дитячих ілюзіях і так і не подорослішав. Це єдине, з його точки зору, пояснення її смерті повторюється ним кілька разів і зайвий раз свідчить, що він намагається раціоналізувати свої надмірні почуття втрати.
На відміну від «Ворона», в якому оповідач вважає, що він «ніколи більше» не возз'єднається зі своєю любов'ю, «Аннабель Лі» дає впевненість, що вони знову будуть разом, оскільки навіть «Ні ангели неба, ні демони пітьми розлучити ніколи не зможуть» їх душі.

## Натхнення
Багато жінок претендували на те, щоб стати героїнею цього вірша — « і не дивно, адже По був щедрим на посвяти, особливо усні, — зазначає знавець життя і творчості американського романтика Є. Нестерова — Проте, більшість дослідників схильні бачити в цьому вірші данину пам'яті Вірджинії (поетовій дружині), яка померла 30 січня 1847 року». Саме Вірджинію бачили в образі Аннабель Лі перші російські перекладачі К.Бальмонт і В.Брюсов. А рядок балади «І was a child and she was a child» лише підтверджує цю думку. Поетовій нареченій в день одруження було лише 13 років.
Мотив, використаний По в баладі, — смерть коханої – не випадковий. Мати померла, коли йому було лише кілька років, пізніше поетові довелося пережити смерть своєї мачухи, місіс Аллан, — єдиної людини в домі, до якої він зберіг теплі почуття. В шкільні роки хлопець прив'язався до матері свого однокласника Джейн (чи Гелени, як називав її сам По) Стеннард, але доля забрала і її. У ґрунтовному дослідженні життя і творчості По К.Бальмонт так описує цю подію: «…прокляття, яке переслідувало По все його недовге життя, забажало, щоб через декілька місяців вона втратила розум і померла. І хлопчик, який пам'ятав потім цю ласкаву тінь все життя, приходив до неї на могилу багато місяців після її смерті, і чим темнішою і холоднішою булла ніч, тим він довше залишався на могилі, щоб померлій було не так холодно в труні». Смерть дружини Вірджинії в молодому віці завершує цей ряд.
М.Бонапарт, учениця З.Фрейда, стверджує, що По надмірно захоплювався мотивами смерті і «якби його некрофілія не стримувалася, По, безсумнівно, став би злочинцем».

## Використання
- Адаптована версія твору була використана у альбомі «Follow Me Down» Сари Ярош (2011);
- Стіві Нікс (англ. Stevie Nicks) записала версію вірша для свого альбому «In Your Dreams»;
- Джоан Баез записала вірш для свого альбому «Joan» (1967);
- Гурт Alesana використав вірш як основу для своїх трьох альбомів («The Emptiness», «A Place Where the Sun Is Silent» та «Confessions») — «The Annabel Trilogy»;
- Вірш також є в альбомі Марісси Надлер — «Ballads of Living and Dying»;
- Адаптація також є у пісні «Three» гурту La Dispute з їхнього першого EP з художньою декламацією «Here, Hear.» та у пісні «Fall Down, Never Get Back Up Again» з їхнього альбому «Somewhere at the Bottom of the River Between Vega and Altair»;
- 1905 року англійський композитор Джозеф Чарльз Голбрук написав музику для неї (Балада для голосу та оркестру Op. 41b);
- Адаптована версія увійшла до альбому «La canción de Juan Perro» іспанської групи Radio Futura (1987);
- Вірш переклав на іврит Володимир Жаботинський, пісню виконували різні співаки, зокрема Йосі Банай, Йоні Блох та Шломо Арці (останній виконував її і в оригіналі, і в перекладі);
- Аннабель Лі є персонажем у романі Кассандри Клер «Леді Північ» (2016).

## В українському друці
Даний твір визнаний і не обділений увагою перекладачів. Вперше в українському друці поема з'явилася у 12-му числі часопису «Зоря» за 1897 рік у перекладі Павла Грабовського. Минуло майже століття, перш ніж українські видання побачили нові переклади вірша. У 1985 році в альманасі «Поезія» було вміщено кілька поезій По в перекладі Галини Гордасевич, серед яких і «Аннабель Лі». Максим Стріха оприлюднив свою версію у 1998 році